# Géographie de la Serbie
La Serbie, en serbe cyrillique Србија et en serbe translittéré Srbija, est située dans les Balkans (une région historique et géographique du sud-est de l'Europe) et dans la plaine pannonienne. Depuis 2006, le pays est dépourvu d'accès direct à la mer Adriatique ; en revanche, le Danube le relie à l'Europe centrale et à la mer Noire.

## Généralités
La Serbie s'étend sur 88 361 km2 (avec le Kosovo), ce qui la place au 113e rang mondial.
Elle possède 2 027 km de frontières, soit 241 km avec la Croatie, 302 km avec la Bosnie-Herzégovine, 203 km avec le Monténégro, 221 km avec la Macédoine du Nord, 115 km avec l'Albanie, 318 km avec la Bulgarie, 476 km avec la Roumanie et 151 km avec la Hongrie ; elle est ainsi, après la Russie, et avec la France, le deuxième pays d'Europe qui compte le plus de pays limitrophes en Europe.
La Serbie possède 6 167 localités officiellement reconnues, parmi lesquelles 207 sont définies comme des villes.
Les terres arables couvrent 19 194 km2 ; les forêts couvrent 19 499 km2 (hors Kosovo).
Coordonnées extrêmes :
- Nord : 46°11'N (près de Hajdukovo)
- Sud : 41°52' N (près de Dragaš au Kosovo)
- Est : 23°01'E (Senokos près de Dimitrovgrad)
- Ouest : 18°51'E (près de Bezdan en Voïvodine)

## Relief et régions géographiques

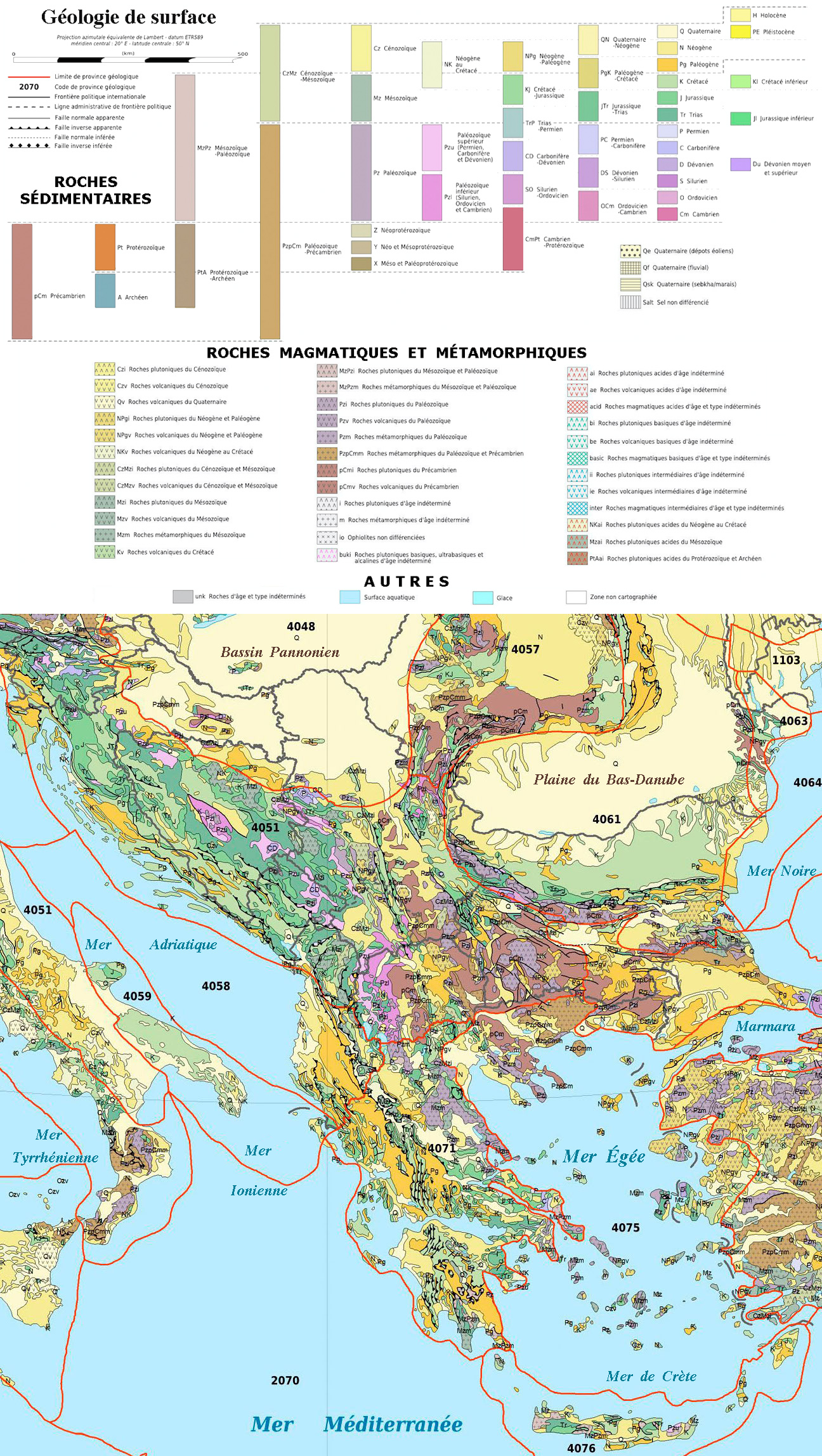
Géologie de la Serbie et des Balkans.

Sur le plan du relief, la Serbie est composée de divers ensembles. La Voïvodine, au nord, comprend de vastes plaines, propices à l'agriculture. L'est du pays est constitué par des chaînes de montagnes calcaires séparées par des plaines fluviales. Le sud-ouest du pays est constitué par des montagnes anciennes et des collines. Le nord du pays est dominé par le fleuve du Danube tandis que la Morava traverse les régions plus montagneuses du sud.
En Serbie centrale, le relief est principalement composé de collines et de montagnes basses et moyennes, séparées par de nombreuses rivières et de nombreux ruisseaux. Le principal axe de communication et de développement économique s'étend du sud-est de Belgrade vers Niš et Skopje (en Macédoine du Nord), le long des vallées de la Velika Morava et de la Južna Morava. La plupart des grandes villes sont situées le long de cet axe ou non loin de lui, de même qu'il est emprunté par la principale voie ferrée du pays (la ligne ferroviaire Belgrade-Bar) et par la route européenne E75. Plus à l'est, le terrain s'élève rapidement pour former les chaînes calcaires de la Stara Planina et des monts Homolje, peuplés de manière relativement éparse. À l'ouest, le pays est également montagneux ; les massifs montagneux les plus importants de ce secteur sont les monts Zlatibor et Kopaonik.

### Montagnes
Au centre, à l'Ouest et au Sud-ouest du pays, les montagnes de Serbie font partie des Alpes dinariques ; à l'est, elles appartiennent aux Carpates serbes, aux monts du Grand Balkan et aux monts Rhodopes.
Les montagnes les plus importantes du pays sont :
- les monts Tara
- les monts Zlatibor
- les monts Kopaonik
- la Fruška gora.

Le plus haut sommet de Serbie est le mont Đeravica qui s'élève à 2 656 m ; il est situé dans les monts Prokletije au Kosovo. Le point culminant de la Serbie centrale est le mont Midžor sur la Stara Planina (2 169 m), tandis que le Vršački breg (641 m) est le point culminant de la province autonome de Voïvodine.

## Aires protégées de Serbie
La Serbie possède cinq parcs nationaux et de nombreuses réserves naturelles régionales.
Parcs nationaux :
- Fruška gora (250 km2)
- Kopaonik (120 km2)
- Tara (220 km2)
- Đerdap (Portes de Fer) (640 km2)
- Šar-planina (390 km2)

Parcs naturels :
- Prokletije (1 000 km2)
- Gornje Podunavlje (100 km2)
- Stara Planina (1 420 km2)
- Golija (750 km2)
- Kučajske planine (1 150 km2)

Réserves naturelles:
- Deliblatska peščara (300 km2)
- Lac Ludaš (5,93 km2)
- Obedska Pond (175,01 km2)
- Stari Begej – Carska Bara (17,67 km2)